# Formosania davidi
Formosania davidi är en fiskart som först beskrevs av Sauvage, 1878.  Formosania davidi ingår i släktet Formosania och familjen grönlingsfiskar. Inga underarter finns listade i Catalogue of Life.